# Liga de Francia de waterpolo femenino
La Liga de Francia de waterpolo femenino es la competición más importante de waterpolo femenino entre clubes franceses.
La historia del waterpolo francés comienza en la región Nord Pas de Calais. Fue en 1895, y después de varios intentos, cuando esta nueva actividad acuática cruza el Canal de la Mancha y comienza en la región de Lille. Desde aquí se expandió por el resto del territorio. 

## Historial
Estos son los ganadores de liga:
- 2012: Olympic Nice Natation
- 2011: Olympic Nice Natation
- 2010: Olympic Nice Natation
- 2009: Olympic Nice Natation
- 2008: ASPTT Nancy
- 2007: Olympic Nice Natation
- 2006: ASPTT Nancy
- 2005: ASPTT Nancy
- 2004: ASPTT Nancy
- 2003: ASPTT Nancy
- 2002: Union Saint-Bruno Bordeaux
- 2001: ASPTT Nancy
- 2000: ASPTT Nancy
- 1999: Pélican Club Valenciennes
- 1998: ASPTT Nancy
- 1997: ASPTT Nancy
- 1996: ASPTT Nancy
- 1995: ASPTT Nancy
- 1994: ASPTT Nancy
- 1993: Dauphins de Créteil
- 1992: Dauphins de Créteil
- 1991: Dauphins de Créteil
- 1990: Dauphins de Créteil
- 1989: Dauphins de Créteil
- 1988: Dauphins de Créteil
- 1987: Dauphins de Créteil
- 1986: Dauphins de Créteil
- 1985: Racing Club de France
- 1984: Racing Club de France
- 1983: Racing Club de France